# Eket
Eket este un oraș din statul Akwa Ibom, Nigeria. Are 214 km2.